# Grobnik (Čavle)
Pour les articles homonymes, voir Grobnik.
Grobnik est une localité de Croatie située dans la municipalité de Čavle, dans le comitat de Primorje-Gorski Kotar. En 2001, la localité comptait 382 habitants.

## Démographie
| 1948 | 1953 | 1961 | 1971 | 1981 | 1991 | 2001 |
| ---- | ---- | ---- | ---- | ---- | ---- | ---- |
| 428  | 387  | 390  | 392  | 355  | 362  | 382  |